# Eric Flanders
Eric Flanders is de artiestennaam van Eric Van Linden (Reet (België), 15 augustus 1966), een Vlaamse schlagerzanger. Hij begon te zingen in 1974 in het plaatselijke koor en ontwikkelde zich door de jaren tot een in Vlaanderen veelgevraagde zanger. Hij bracht diverse eigen albums uit en nam ook een aantal duetten op, onder meer met Margriet Hermans en Garry Hagger.